# Унже-Павинская
Унже-Павинская — деревня в Таборинском районе Свердловской области России. Административный центр муниципального образования Унже-Павинское сельское поселение (с 1 января 2006 года).

## Географическое положение
Деревня расположена на правом берегу реки Тавда в 50 километрах (по автотрассе в 57 километрах) к северо-западу от районного центра села Таборы и в 430 км к северо-востоку от Екатеринбурга.

## Климат
Климат континентальный с холодной зимой и тёплым летом.

## Экономика
В деревне действует почтовое отделение, работают магазины, школа, клуб, администрация. Сообщение с деревней преимущественно речное, на автодороге затруднены переправы через правые притоки реки Тавда.

## Население
| 2002 | 2010 | 2021 |
| ---- | ---- | ---- |
| 157  | ↘153 | ↘111 |